# Upplands runinskrifter 601
Upplands runinskrifter 601 är en försvunnen vikingatida ristad sten som funnits i Sund, Börstils socken och Östhammars kommun. Stenen är rent ornamental. Den senast kända observationen av stenen gjordes 1763 av Nils Reinhold Brocman.